# One Piece: Gigant Battle!
One Piece: Gigant Battle! (ワンピース ギガントバトル！?, Wanpīsu: Giganto Batoru), in precedenza conosciuto come Project Jet (プロジエクトシエット?, Purojekuto Jetto), è un videogioco del genere picchiaduro per Nintendo DS sviluppato da Ganbarion e pubblicato da Bandai. È stato annunciato sulla rivista Weekly Shōnen Jump nel numero di dicembre 2009. È incentrato sulle saghe dell'Arcipelago Sabaody, di Impel Down e di Marineford, ma contiene anche contenuti di saghe precedenti. 
Il gameplay presenta delle somiglianze con il videogioco Jump Ultimate Stars. One Piece: Gigant Battle! è stato distribuito in Giappone il 9 settembre 2010. Sembra che questo videogioco sia molto popolare tra gli appassionati di One Piece e pertanto Ganbarion e Namco Bandai hanno annunciato la commercializzazione del titolo in Europa, avvenuta il 1º luglio 2011.

## Personaggi
In One Piece: Gigant Battle! sono presenti moltissimi personaggi della serie, che non erano presenti nei predecessori. I personaggi si dividono in giocabili e di supporto.

### Personaggi giocabili

#### Ciurma di Cappello di Paglia
- Monkey D. Rufy
- Roronoa Zoro
- Nami
- Usop
- Sanji
- TonyTony Chopper

#### Flotta dei 7
- Drakul Mihawk
- Orso Bartholomew
- Boa Hancock
- Jinbe
- Marshall D. Teach

#### Impel Down
- Emporio Ivankov
- Magellan
- Crocodile
- Buggy

#### Pirati di Barbabianca
- Edward Newgate
- Portuguese D. Ace

#### Marine
- Akainu
- Aokiji
- Kizaru

### Personaggi di supporto
- Monkey D. Rufy
- Roronoa Zoro
- Nami
- Usopp
- Sanji
- TonyTony Chopper
- Nico Robin
- Franky
- Brook
- Akainu
- Kizaru
- Aokiji
- Smoker
- Tashigi
- Koby e Helmeppo
- Sengoku
- Garp
- Sentomaru
- Eustass Kidd
- Trafalgar Law
- Urouge
- Jewelry Bonney
- Kayme e Pappagu
- Hatchan
- Duval
- Margaret
- Crocodile
- Mr. 1
- Mr. 2 Von Clay
- Mr. 3
- Magellan
- Hannyabal
- Sadie
- Emporio Ivankov
- Inazuma
- Monkey D. Dragon
- Edward Newgate
- Portuguese D. Ace
- Marco
- Jozu
- Buggy
- Silvers Rayleigh
- Shanks
- Gol D. Roger
- Marshall D. Teach
- Shiryu
- Lafitte
- Doc Q
- Donquijote Doflamingo
- Gekko Moria
- Orso Bartholomew
- Boa Hancock
- Jinbe
- Drakul Mihawk
- Nefertari Bibi e Karl
- Perona
- Kung-Fu Dugong
- Kuro
- Don Krieg
- Arlong
- Wapol
- Ener
- Foxy
- Spandam
- Rob Lucci
- Kaku
- Gaimon
- Shiki
- Nightmare Rufy
- Pandaman
- Odacchi

## Accoglienza
Al momento dell'uscita, i quattro recensori della rivista Famitsū hanno dato un punteggio di 30/40.